# Jean-Baptiste Pas de Beaulieu
 (juin 2025).
Jean-Baptiste Pas de Beaulieu est un homme politique français né le 16 juin 1787 à Saint-Affrique (Aveyron) et décédé le 24 décembre 1858 à Savigny-lès-Beaune (Côte-d'Or).
Militaire de carrière, il quitte l'armée en 1824 comme lieutenant-colonel d'infanterie. Administrateur de l'hospice de Valenciennes, il est député du Nord de 1827 à 1830, siégeant dans la majorité soutenant les ministères de la Restauration. Il refuse de prêter serment à la Monarchie de Juillet et quitte la vie politique en 1830.

## Sources
« Jean-Baptiste Pas de Beaulieu », dans Adolphe Robert et Gaston Cougny, Dictionnaire des parlementaires français, Edgar Bourloton, 1889-1891 [détail de l’édition]